# Максимов, Николай Васильевич (Герой Советского Союза)
Николай Васильевич Максимов (1915—1952) — лётчик-штурмовик, подполковник Советской Армии, участник Великой Отечественной войны, Герой Советского Союза (1945).

## Биография
Николай Максимов родился 10 декабря 1915 года в деревне Куприяновка (ныне — Инжавинский район Тамбовской области). Окончил семь классов школы и два курса техникума механизации сельского хозяйства. В 1936 году Максимов был призван на службу в Рабоче-крестьянскую Красную Армию. В 1938 году он окончил Качинскую военную авиационную школу лётчиков. С ноября 1942 года — на фронтах Великой Отечественной войны.
К марту 1945 года капитан Николай Максимов был штурманом 624-го штурмового авиаполка 308-й штурмовой авиадивизии 3-го штурмового авиакорпуса 2-й воздушной армии 1-го Украинского фронта. К тому времени он совершил 131 боевых вылетов на штурмовку скоплений боевой техники и живой силы противника, нанеся ему большие потери, в воздушных боях сбил 6 вражеских самолётов лично и ещё 12 — в составе группы.
Указом Президиума Верховного Совета СССР от 27 июня 1945 года за «мужество и героизм, проявленные при уничтожении живой силы и техники противника», капитан Николай Максимов был удостоен высокого звания Героя Советского Союза с вручением ордена Ленина и медали «Золотая Звезда» за номером 8000.
После окончания войны Максимов продолжил службу в Советской Армии. Трагически погиб в авиационной катастрофе 8 марта 1952 года.
Был награждён двумя орденами Ленина, двумя орденами Красного Знамени, орденами Александра Невского и Отечественной войны 1-й степени, рядом медалей.
В честь Максимова названа улица в Ярославле и Инжавино.